# Dionüsziosz füle
A Dionüsziosz füle egy barlang Szicília szigetén, Olaszországban. Szirakúza városában található.
Mesterséges eredetű. Magassága 23, hossza pedig 65 méter. Elnevezése Caravaggiótól származik, aki 1586-ban Vincenzo Mirabella régésszel együtt megtekintette a Latomie del Paradisót. Caravaggio úgy találta, hogy a barlang bejárata egy emberi fül alakjához hasonlít. 
A legenda szerint Dionüsziosz vájatta ki a barlangot, és az ide bezárt foglyok beszélgetését kihallgatta. A barlang akusztikája valóban egyedülálló.